# Carl Svante Hallbeck
Carl Svante Hallbeck (14 d'abril de 1826, Göteborg - 17 de desembre de 1897, Everett, Massachusetts, EUA) va ser un il·lustrador i pintor suec.
Hallbeck va ser dependent de vendes fins al 1846, quan va començar a estudiar a l'Acadèmia de Belles Arts de Copenhaguen. El 1851, després dels seus estudis, va tornar a Suècia. Hallbeck va ser durant molt de temps un dels il·lustradors més contractats per a xilografies en revistes i llibres suecs, danesos i alemanys. Va treballar per, entre altres coses, Ny illustrared tidning, que va ajudar a fundar el 1865, Svenska familj-journalen i el calendari Svea. Es va traslladar als Estats Units el 1887, on va pintar algunes aquarel·les, però també va continuar enviant contribucions literàries a la premsa sueca sota el pseudònim Svante. Hallbeck està representat, entre d'altres, al Museu d'Art de Kalmar. a la Biblioteca de la Universitat d'Uppsala i al Museu Nacional d'Estocolm.

## Galeria d'imatges

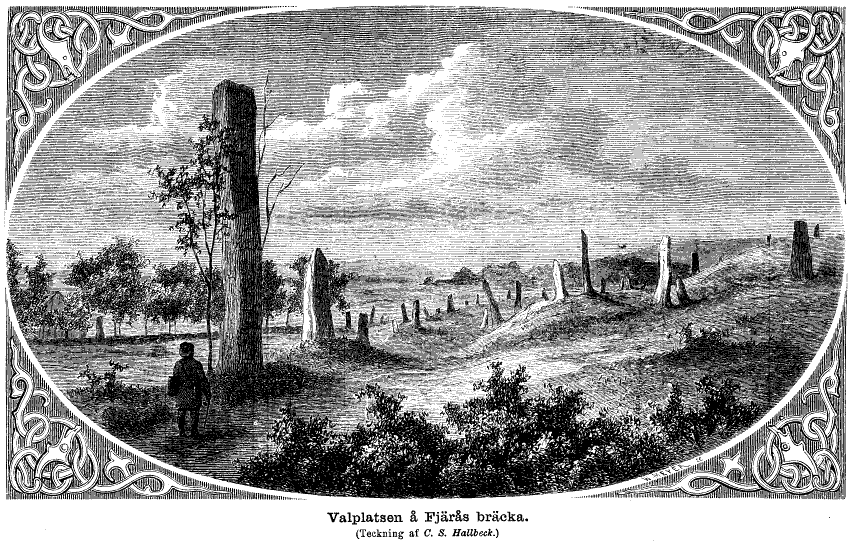
The Frodestenen at Li gravfält, xilografia de Wilhelm Meyer al Svenska Familj-Journalen el 1873 després d'un dibuix de Hallbeck
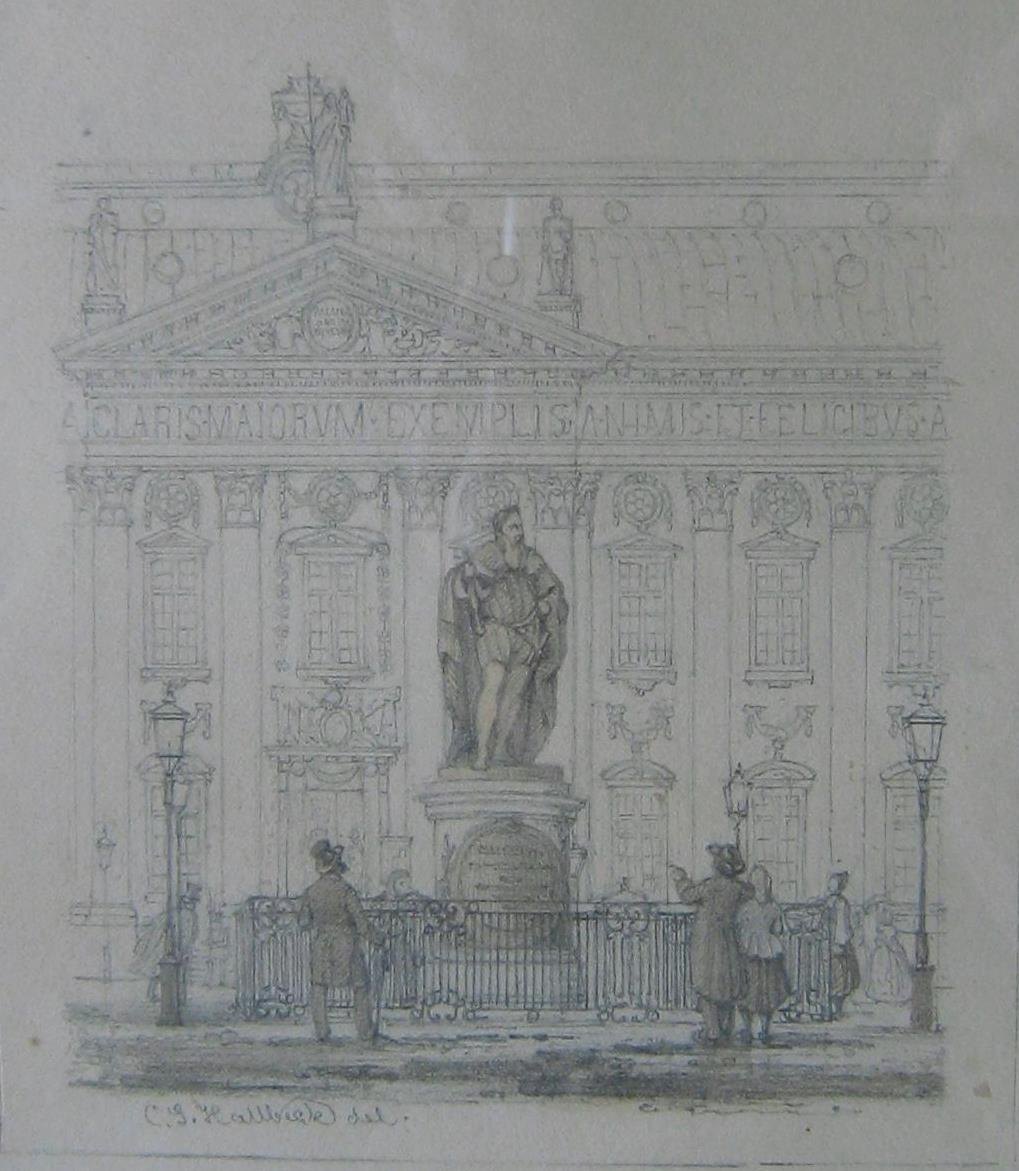
La Casa dels Cavallers i l'estàtua de Gustav Vasa, Estocolm, dibuix d'aquarel·la de Hallbeck
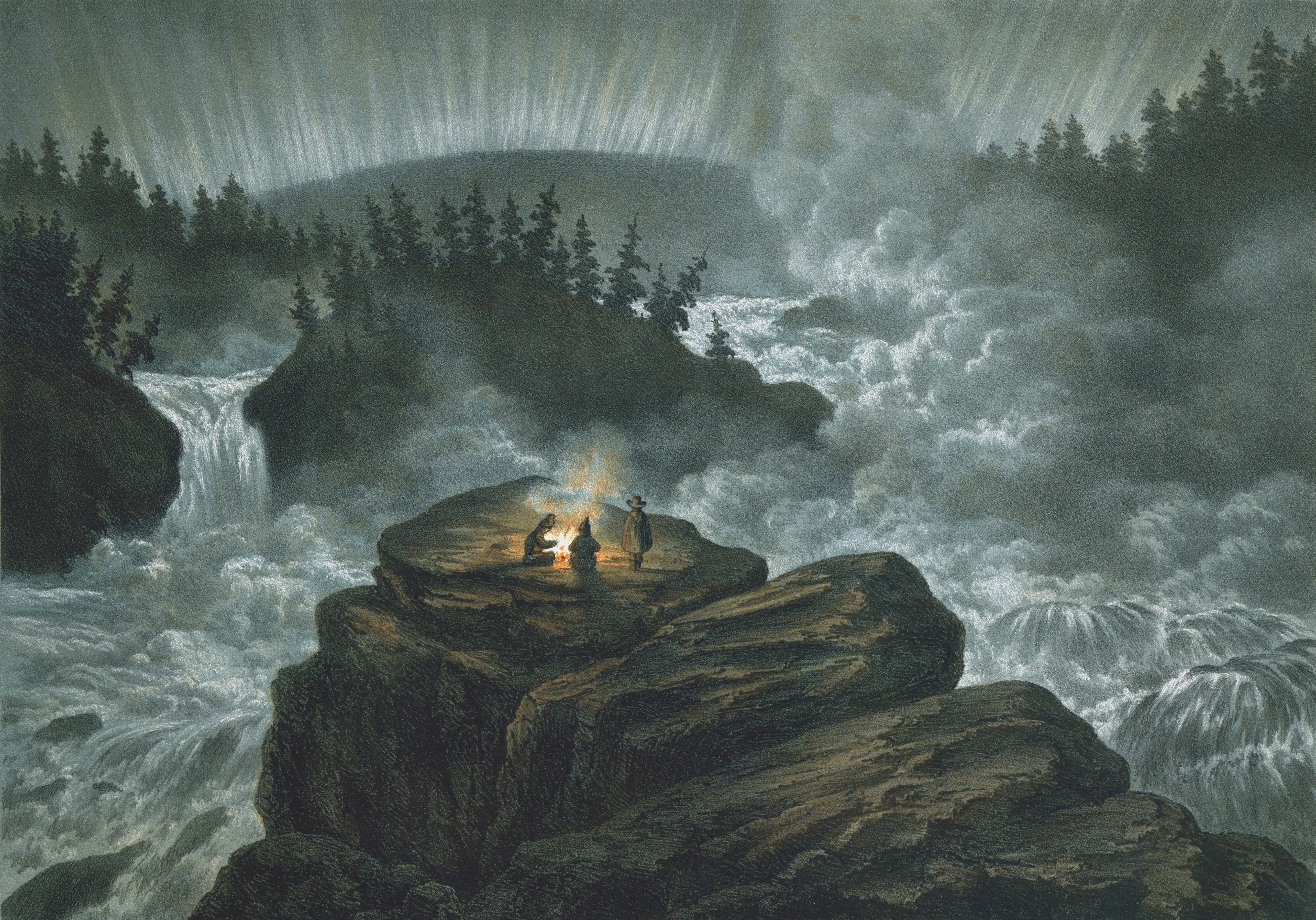
La cascada de Harsprånget al riu Lule (1856).
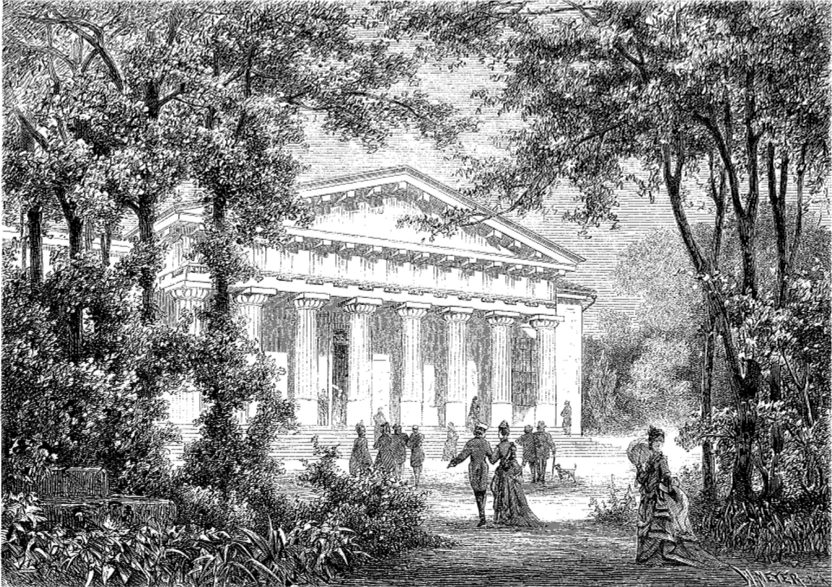
Jardí botànic, Uppsala, Svenska Familj-Journalen (1874, xilografia de Wilhelm Fredrik Meyer després d'un dibuix de Hallbeck).
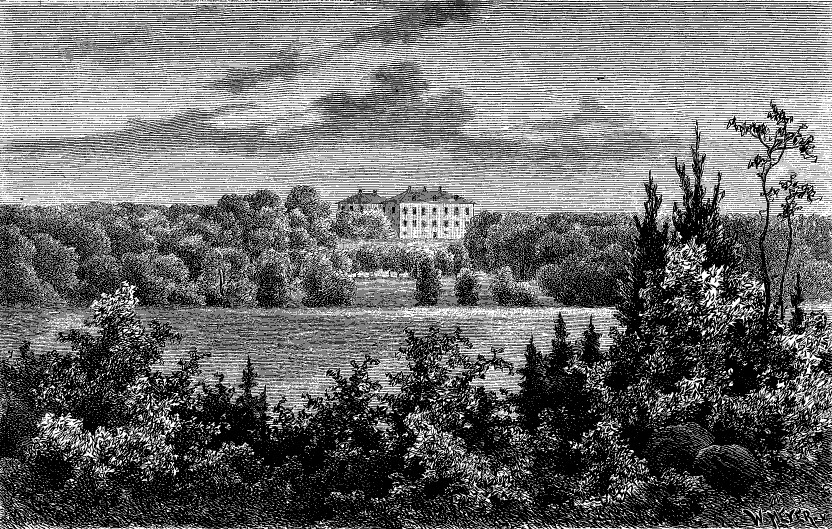
Castell de Venngarn, Sigtuna, Svenska Familj-Journalen (1875, xilografia de Wilhelm Fredrik Meyer després d'un dibuix de Hallbeck).